# Меженіна Єлизавета Петрівна
Єлизаве́та Петрі́вна Меже́ніна (нар. 30 серпня 1919 — пом. 6 травня 2007) — український медик, ортопед-травматолог, організатор охорони здоров'я, доктор медичних наук (1962), професор (1963). Заслужений діяч науки і техніки України.

## Життєпис
Народилася 30 серпня 1919 року в місті Троїцьку Челябінської області (РФ). Росіянка. Після закінчення школи вступила до Московського медичного інституту, але згодом перевелась до Пермського медичного інституту. Одночасно працювала медичною сестрою в лікарні. У 1939 році, після закінчення 3-го курсу, була переведена на військовий факультет Саратовського медичного інституту, який закінчила в 1941 році.
В грудні 1941 року призвана ло лав РСЧА й призначена командиром медичної роти 452-го окремого медико-санітарного батальйону 371-ї стрілецької дивізії 31-ї армії Західного фронту. В листопаді 1943 року призначена начальником хірургічного відділення евакошпиталю № 5128, в травні 1945 року зарахована на посаду полкового лікаря військової частини № 24217 (полк зв'язку). В червні 1945 року майор медичної служби Є. П. Меженіна вийшла в запас.
З червня 1945 року працювала в Київському науково-дослідному інституті ортопедії та травматології на посаді ординатора. В 1952 році захистила кандидатську дисертацію. Працювала вченим секретарем, молодшим і старшим науковим співробітником.
У 1957 році направлена в Донецьк, де йшло створення Донецького науково-дослідного інституту травматології та ортопедії. У 1962 році захистила докторську дисертацію, а у 1963 році затверджена в науковому званні професора. До 1964 року обіймала посаду заступника директора цього інституту з наукової частини.

Могила Єлизавети Меженіної, Звіринецьке кладовище

В 1964 році відкликана до Києва, призначена заступником директора Київського НДІ травматології та ортопедії, а згодом очолила цей інститут. Тривалий час була головним спеціалістом МОЗ України з дитячої ортопедії і травматології. В 1994 році вийшла на пенсію.
Автор понад 200 наукових публікацій, в тому числі 12 монографій, 2 підручники, 2 довідники. Має 5 авторських свідоцтв. Обиралась Почесним членом Міжнародного товариства травматологів-ортопедів і Українського товариства травматологів, членом правління Всесоюзного і Українського товариств травматологів. Під її керівництвом захищено 10 докторських і 19 кандидатських дисертацій.
Померла на 88-му році життя 6 травня 2007 року. Похована на Звіринецькому кладовищі разом з родиною.

## Нагороди
Є. П. Меженіна була нагороджена українським орденом Богдана Хмельницького 3-го ступеня (14.10.1999), радянськими орденами Вітчизняної війни 2-го ступеня (11.03.1985) і «Знак Пошани», численними медалями.
Заслужений діяч науки і техніки України. Також була нагороджена Почесною грамотою Президії верховної Ради УРСР (1979), знаком «Відмінник охорони здоров'я».
Відповідно до Указу Президента України від 4 березня 1999 року № 230 призначена довічна щомісячна державна стипендія.

## Вшанування пам'яті
В пам'ять про Є. П. Меженіну встановлено меморіальні дошки в Києві по Бульварно-Кудрявській вулиці, 27 і в Донецьку по вул. Артема, 106 (Донецька обласна клінічна травматологічна лікарня).